# Historia Grenlandii

Położenie Grenlandii

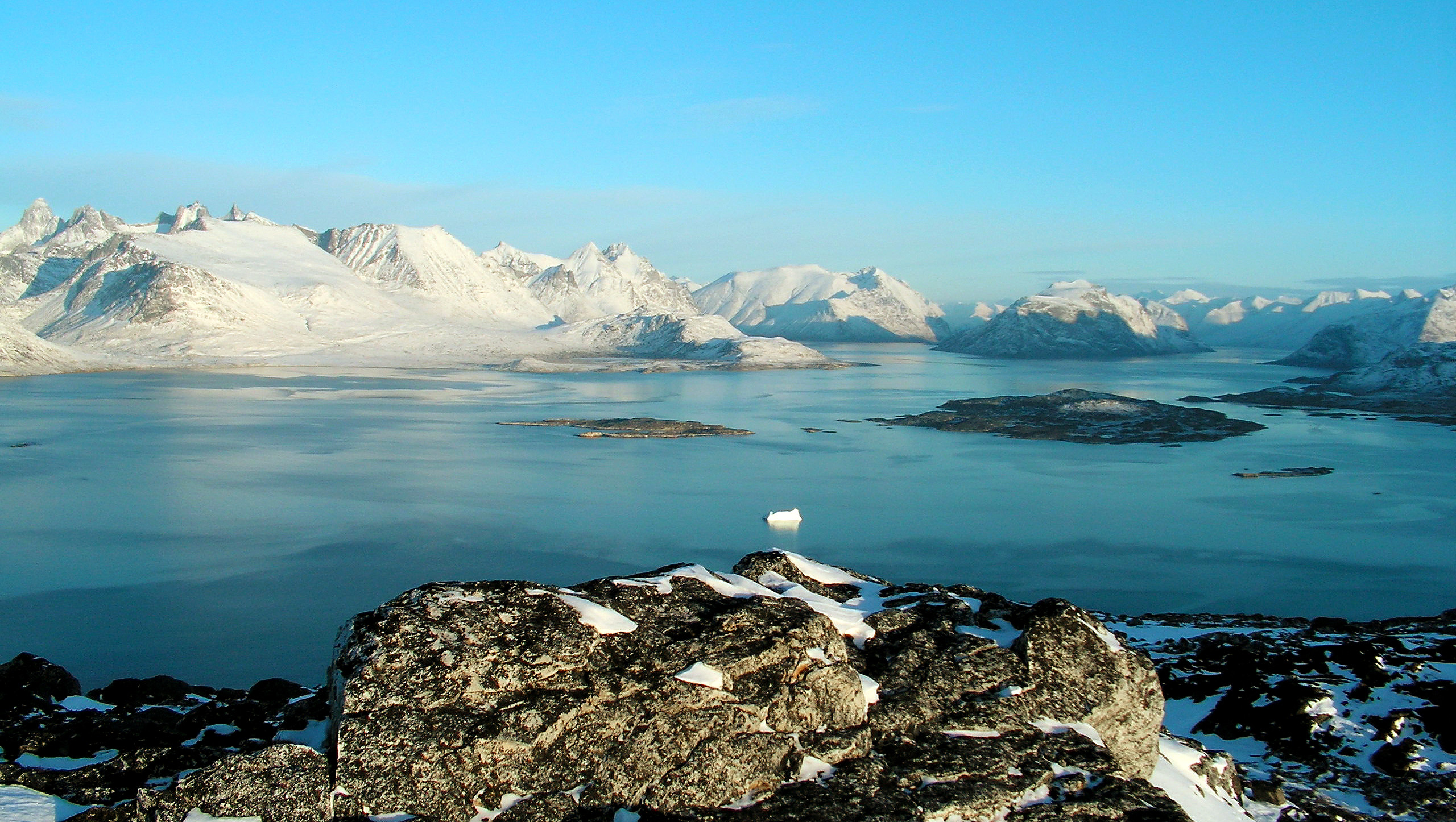
Krajobraz Grenlandii

Historia Grenlandii – dzieje wyspy i narodu grenlandzkiego.
Rozwój Grenlandii zdeterminowany jest przez surowe warunki klimatyczne – 84% wyspy pokrywa lądolód – co ogranicza aktywność człowieka do wybrzeży. Grenlandia, zamieszkiwana przez ludy arktyczne, nie była znana Europejczykom do X w., kiedy to odkryli ją norwescy wikingowie, którzy zabłądzili w drodze do Islandii. Wikingowie mieszkali na Grenlandii przez kilkaset lat, lecz opuścili swoje osiedla na przestrzeni XIV–XV w. Według najnowszych teorii końca osiedli skandynawskich upatruje się raczej w czynnikach demograficznych (brak rąk do pracy) i gospodarczych (handel afrykańską kością słoniową), niż w postulowanych wcześniej czynnikach klimatycznych (mała epoka lodowa). W XVIII w. wyspa stała się kolonią duńską, która w 1953 roku została zintegrowana z Danią. Od czasów II wojny światowej na Grenlandii znajdują się amerykańskie bazy wojskowe. W 1973 roku Grenlandia wraz z Danią wstąpiła do struktur Europejskiej Wspólnoty Gospodarczej (późniejszej Unii Europejskiej), które opuściła w 1985 roku, uzyskując status zamorskiego terytorium stowarzyszonego. Od 1979 roku wyspa posiada autonomię, która została poszerzona w 2009 roku. 

## Wczesna kultura paleoinuicka

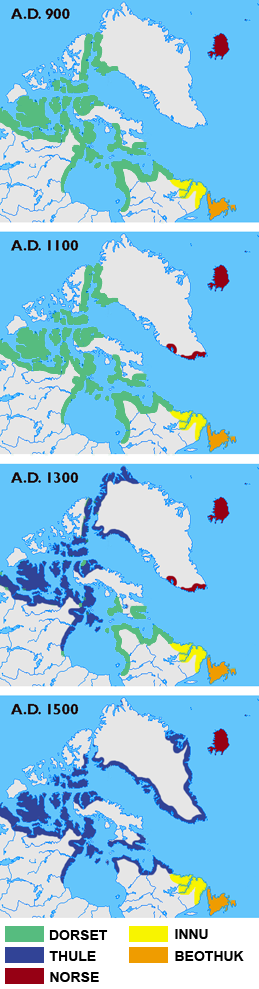
Mapa rozmieszczenia kultur arktycznych od 900 do 1500 roku

Prehistoria Grenlandii to historia licznych paleoinuickich (paleoeskimoskich) migracji z Ameryki Północnej na tę wyspę przynajmniej od 2500 p.n.e.  Każda fala migracji związana była z inną kulturą : 
- Kultura Independence I: 2500–1800 p.n.e. (północna Grenlandia[2][3])[c]
- Kultura Saqqaq: 2300–900 p.n.e. (zachodnia i południowo-wschodnia Grenlandia[4])[d]
- Kultura Independence II: 1200–700 p.n.e. (daleka północ Grenlandii[6])[e]
- Kultura Dorset I: 600 p.n.e. – 100 n.e. (zachodnia i wschodnia Grenlandia[7])[f]
- Kultura Dorset II: 700–1200 n.e.(daleka północ Grenlandii[8])[g]
- Kultura Thule: 1100 n.e. (zachodnie i wschodnie wybrzeża Grenlandii[9]) – z której w XII–XIII w. wykształciła się kultura Inugsuk[1]

## Osadnictwo skandynawskie

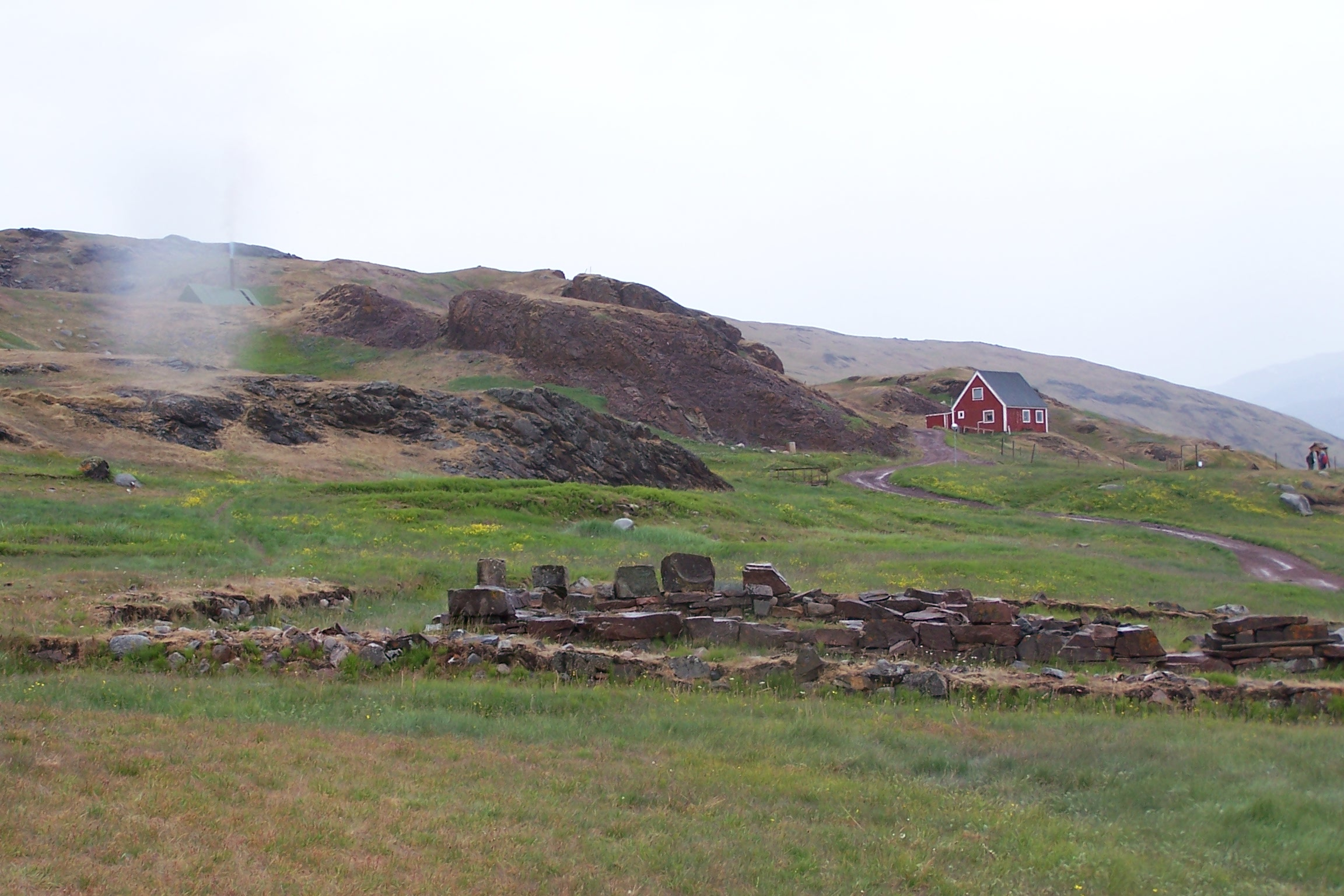
Pozostałości osady Eryka Rudego w Brattahlíð

Od końca IX w. n.e. do Grenlandii docierały sporadyczne wyprawy wikingów . Pierwsza wzmianka nawiązująca do Grenlandii pojawiła się w islandzkim dziele Landnámabók. Według tradycji islandzkiej norweski żeglarz Gunnbjörn Ulfsson (ok. X w.) podczas rejsu na Islandię został zepchnięty z kursu wskutek złej pogody i dotarł do grupy wysepek, nazwanej od jego imienia Gunnbjarnarsker, skąd zauważył majaczący na zachodzie ląd. Ulfsson uznawany jest za pierwszego Islandczyka, który ujrzał wybrzeża Grenlandii. Według tradycji kolejnym Islandczykiem, który dotarł do Gunnbjarnarsker ok. 978 roku był Snæbjörn Galti. 

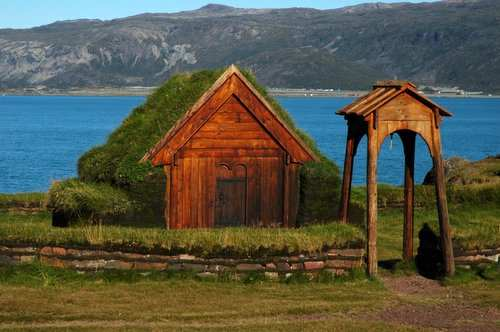
Rekonstrukcja kościoła Þjóðhildarkirkja w Brattahlíð

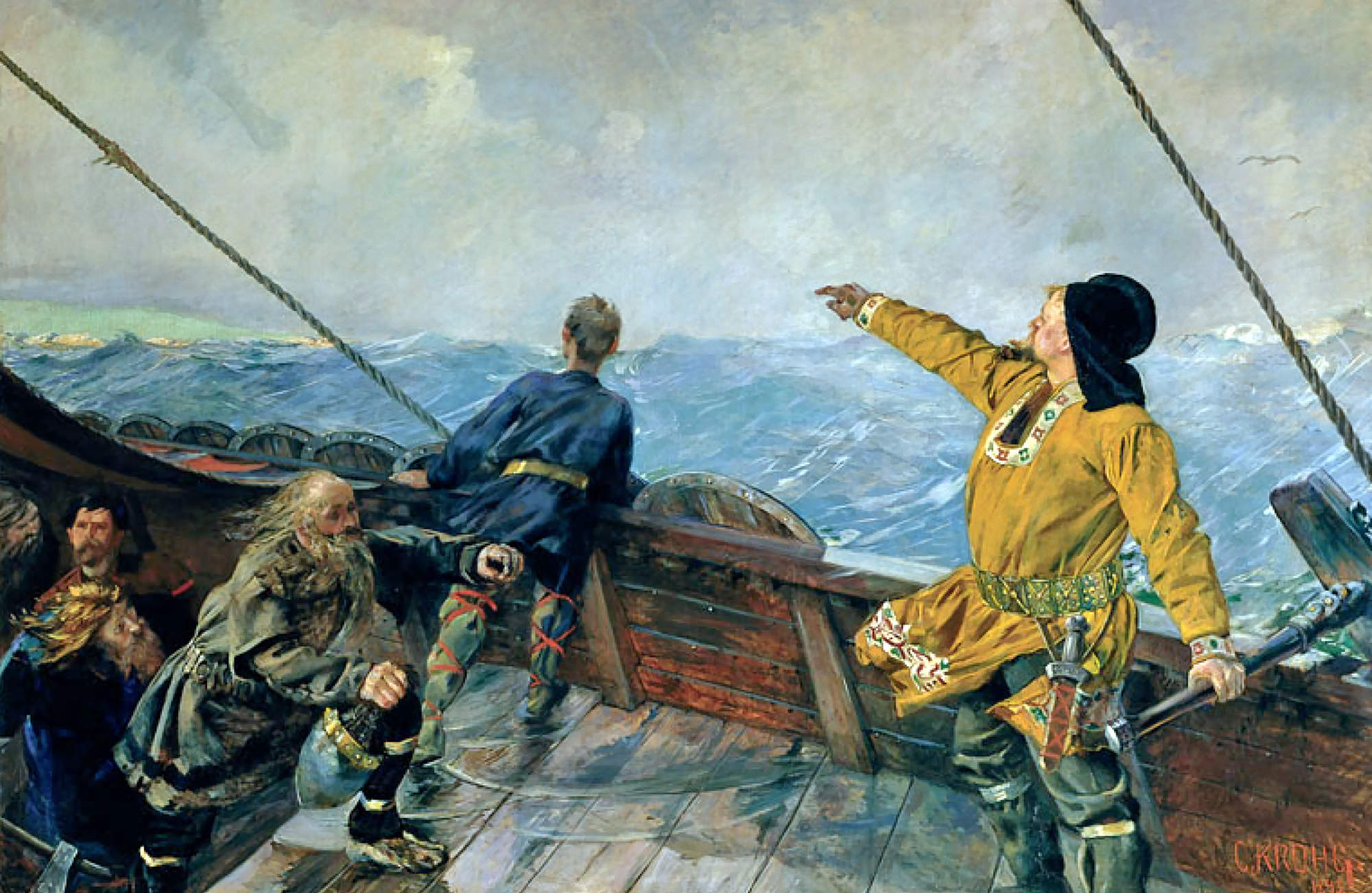
Obraz Leif Eriksson odkrywający Amerykę Północną, Christian Krohg (1852–1925)

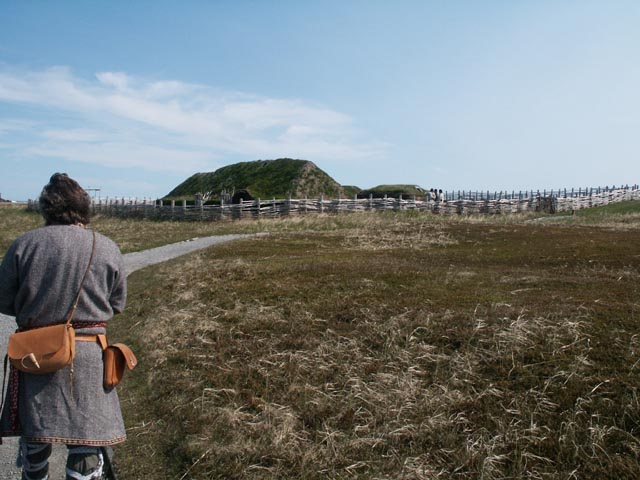
Rekonstrukcja domostwa wikingów, L’Anse aux Meadows

W latach 80. X wieku Eryk Rudy (ok. 950–1003), skazany na trzyletnią banicję za zabójstwa, udał się na poszukiwanie lądu z raportu Ulfssona. Dotarł na wschodnie wybrzeże Grenlandii, lądując w miejscu, które nazwał Midjökull (dosł. „środkowy lodowiec”). Według Sagi o Grenlandczykach (isl. Grænlendinga saga) i Sagi o Eryku Rudym (isl. Eiríks saga rauða) Eryk nazwał nowy ląd Grønland czyli zieloną ziemią, aby atrakcyjna nazwa przyciągnęła osadników. Wybrzeża południowej i zachodniej Grenlandii, podobnie jak dziś, rzeczywiście były zielone i nadawały się do uprawy roli i hodowli zwierząt. Po spędzeniu trzech lat na banicji w Grenlandii Eryk powrócił na Islandię, skąd po przezimowaniu poprowadził wyprawę osadników złożoną z 25 statków, z których do celu dotarło 14. Wyprawa Eryka, datowana na 985 lub 986 rok, zapoczątkowała osadnictwo skandynawskie – powstało Osiedle Wschodnie (Eystribyggð) w rejonie współczesnych Nanortalik, Qaqortoq i Narsaq oraz Osiedle Zachodnie (Vestribyggð) na wschodnim obszarze współczesnego Nuuk  . Osady te mogły liczyć ok. 280 gospodarstw i od 3 do 6 tys. mieszkańców . Osiedle Wschodnie liczyło ok. 190 gospodarstw, zachodnie – 90, a kolejnych 20 gospodarstw znajdowało się pomiędzy nimi w rejonie współczesnego Ivittuut, tworząc tzw. Osiedle Środkowe.
Eryk osiadł na farmie Brattahlíð (współczesne Qassiarsuk) na brzegu Eriksfjord w Osiedlu Wschodnim. W Brattahlíð zbierało się zgromadzenie lokalne i stanął jeden z pierwszych kościołów, po tym jak żona Eryka – Þjóðhild przeszła na chrześcijaństwo. Islandia przyjęła chrześcijaństwo ok. 999–1000 roku, które dotarło na Grenlandię wraz z synem Eryka Rudego – Leifem Erikssonem (975–1020), który spędził zimę 999 roku na dworze nowonawróconego króla Norwegii Olafa I Tryggvasona, gdzie przyjął chrzest .
Według Sagi o Grenlandczykach (isl. Grænlendinga saga) Wikingowie odkryli Vinland w Ameryce Północnej – jako pierwszy ląd amerykański ujrzał Bjarni Herjólfsson (X w.), który został zepchnięty z kursu podczas podróży z Islandii na Grenlandię. Jego śladami podążył Leif Eriksson (975–1020), który jako pierwszy Europejczyk miał stanąć na kontynencie amerykańskim. Nowe terytoria Leif Eriksson nazwał: Helluland (prawdopodobnie była to Ziemia Baffina), Markland (prawdopodobnie Labrador) i Vinland (prawdopodobnie obszar w regionie Zatoki Świętego Wawrzyńca). Odkrycie w latach 60. XX w. pozostałości domostw wikingów i kuźni w L’Anse aux Meadows w Nowej Fundlandii dostarczyło dowodów na obecność wikingów w Ameryce Północnej.
Skandynawscy osadnicy na Grenlandii zajmowali się hodowlą bydła (krów, owiec i kóz) oraz myślistwem (polowano przede wszystkim na foki). Według XIII-wiecznej księgi Konungs skuggsjá (łac. Speculum regale), sprowadzali żelazo i drewno budowlane, a eksportowali skóry, liny okrętowe oraz kły morsów. Artefakty odkryte podczas badań archeologicznych świadczą o istnieniu kontaktów między społecznością skandynawską a kulturami Dorset i Thule, przy czym natura tych kontaktów nie została jednoznacznie określona.

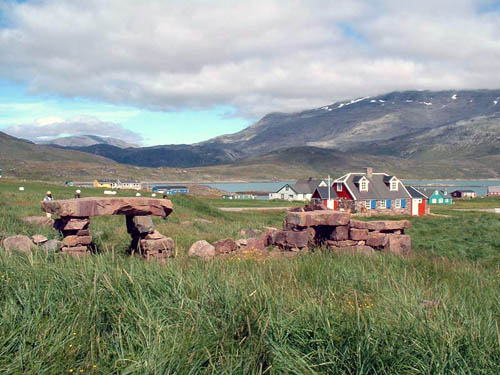
Pozostałości rezydencji biskupiej w Garðar

W 1126 roku założono biskupstwo w Garðar (współczesne Igaliku), które objął biskup Arnold . W Osiedlu Wschodnim założono klasztory Augustianów i Benedyktynów. W Osiedlu Wschodnim istniało 12 kościołów a w Osiedlu Zachodnim – cztery . W 1261 roku osady wikingów na Islandii i na Grenlandii przyjęły zwierzchnictwo królestwa Norwegii. Wprowadzono królewski monopol na handel.
Osiedla zostały opuszczone na przestrzeni XIV–XV w. – Osiedle Zachodnie ok. 1350 roku a Wschodnie przed rokiem 1500 . Nie wiadomo czy był to proces stopniowego wymierania, czy emigracji. Powstało wiele teorii na ten temat, często sprzecznych ze sobą. Przyczyn upatrywano przede wszystkim w zmianach klimatycznych po nastaniu małej epoki lodowej . Wśród innych czynników wymieniano: niewielką liczebność populacji, epidemie, konflikty z ludnością tubylczą i marginalizację gospodarczą. Osadnikom zarzucano brak dostatecznych umiejętności dostosowania się do zmieniających się warunków klimatycznych i złą gospodarkę ziemią i zasobami. Nowsze badania podważają te teorie, ponieważ zgromadzono dowody na to, że osadnicy dostosowali się do zmian dobrze, m.in. przestawili swoją dietę na produkty pochodzenia morskiego i skupili na handlu, przede wszystkim kłami morsów. Handel kłami był niezwykle lukratywny – w 1327 roku 802 kg kłów grenlandzkich miało wartość 780 krów lub 60 ton suszonej ryby. Zmiany klimatyczne miały z pewnością negatywny wpływ, a nowe teorie upatrują problemów raczej w braku rąk do pracy w społeczności myśliwych oraz podatności na niepokoje społeczne i wypadki na coraz bardziej burzliwym morzu niż na problemy społeczności rolniczej wskutek braku żywności. Końca osiedli skandynawskich upatruje się raczej w czynnikach demograficznych, na które relatywnie niewielka populacja była szczególnie wrażliwa. Lukratywny eksport kłów morsów ucierpiał przez handel afrykańską kością słoniową. Kontakty między Grenlandią a Skandynawią ustały przed początkiem XV w.

## Okres XVI–XVII wieku
W XVI w. do zachodnich wybrzeży Grenlandii dotarli angielscy żeglarze Martin Frobisher (1535–1594) i John Davis (1550–1605), którzy napotkali Inuitów. Następnie wody Grenlandii penetrowali europejscy wielorybnicy i angielskie, holenderskie i niemieckie statki zaczęły regularnie przybywać na wyspę. Wielorybnicy przywlekli wirusy grypy i odry, na które Inuici nie byli odporni.

## Okres kolonizacji (1721–1953)

### Królestwo Danii i Norwegii
Wskutek najpierw unii kalmarskiej (1397), a potem unii realnej między Danią a Norwegią (1534–1814), ziemie Grenlandii stały się częścią Królestwa Danii i Norwegii. Królestwo rościło sobie prawa do wszystkich norweskich terytoriów zależnych na Islandii, Grenlandii, do Wysp Owczych, Szetlandów i Orkadów. 
W 1721 roku norweski pastor luterański Hans Egede (1686–1758) poprowadził duńsko-norweską misję na Grenlandię, by odnaleźć potomków dawnych osadników i przeprowadzić chrystianizację. Nie odnaleziono żadnych europejskich osadników, lecz nawiązano kontakty z Inuitami, z którymi podjęto wymianę handlową i założono faktorię handlową w Godthåb. Przychody z handlu miały finansować misję. Poszukiwaniem osadników, administracją kolonii i handlem z tubylcami zajmowała się prywatna korporacja Bergenkompagniet (duń. Det Bergen Grønlandske Compagnie), której statut ustanowił król Danii i Norwegii i która miała monopol na handel w regionie. Kompania zbankrutowała w 1727 roku, lecz jej działalność uznawana była za podstawę późniejszych roszczeń duńskich. W XVIII wieku, wobec działalności handlowej Wielkiej Brytanii i Niderlandów na Grenlandii, naruszającej duńskie interesy, królestwo Danii i Norwegii ufortyfikowało faktorię w Godthåb. W 1776 roku królestwo wprowadziło monopol państwowy na handel na Grenlandii, odmawiając dostępu zagranicznym rybakom i kupcom aż do 1950 roku. 
W 1814 roku, po przegranej wojnie (Dania wspierała Francję w wojnach napoleońskich), na mocy traktatu kilońskiego królestwo Danii i Norwegii musiało oddać Szwecji Norwegię z wyjątkiem Grenlandii, Islandii i Wysp Owczych. Dania utrzymała monopol handlowy, a profity przeznaczono na rozwój Grenlandii. W praktyce działalność duńska ograniczała się do południowego i zachodniego wybrzeża Grenlandii, lecz w Norwegii obawiano się, że w przypadku braku oporu wobec dominacji duńskiej na Grenlandii, duński monopol handlowy zostanie wprowadzony na wschodnim wybrzeżu z negatywnymi konsekwencjami dla operacji norweskich na tym obszarze .
W ciągu XIX w. regionem zaczęli interesować się badacze – w pierwszej połowie XIX w. brytyjski podróżnik William Scoresby (1789–1857) przeprowadził badania meteorologiczne i oceanograficzne , a w połowie wieku duński geolog Hinrich Johannes Rink (1819–1893) jako pierwszy przedstawił dokładny opis lądolodu grenlandzkiego. W 1861 roku Rink założył również pierwszą gazetę w języku grenlandzkim – Atuagagdliutit. Pod koniec XIX w. zaczęto organizować wyprawy naukowo-badawcze i przeprowadzono kilka prób przejścia przez lądolód grenlandzki. Po nieudanych wyprawach szwedzkiego geologa Adolfa Erika Nordenskiölda (1832–1901) z 1883 roku i amerykańskiego podróżnika Roberta Peary'ego (1856–1920) z 1886 roku, przejścia z zachodu na wschód dokonał norweski odkrywca Fridtjof Nansen (1861–1930) w 1888 roku. Dwa lata później Peary przeszedł od MacCormick Bay na zachodzie do Independence Bay na północnym wschodzie.
W 1867 roku w uznaniu zasobności wód arktycznych, bogactw mineralnych i strategicznego położenia wyspy, ofertę odkupienia od Danii całej Grenlandii złożyły Stany Zjednoczone, ale oferta nie została przyjęta. 
Na przełomie XIX i XX w. nacjonalizm norweski i dążenie Danii do wzmocnienia duńskiego statusu Grenlandii doprowadziły do napięć między nimi. W 1894 roku Dania założyła na wschodnim wybrzeżu osadę handlową Ammassalik i rozszerzyła swój monopol handlowy na wschodnie wybrzeże. Norwescy myśliwi i traperzy zintensyfikowali swoją działalność na północy. Po I wojnie światowej Dania dążyła do ustanowienia pełnej kontroli nad Grenlandią pod pretekstem ochrony Inuitów. 

### Spór Norwegii z Danią
Po uzyskaniu niepodległości w 1905 roku Norwegia uważała Grenlandię za posiadłość norweską (od czasów kolonizacji przez Eryka Rudego) i nie uznała roszczenia duńskiego w stosunku do niezamieszkanej ziemi wyspy.
W 1919 roku norweski minister spraw zagranicznych Nils Claus Ihlen (1855–1925) oświadczył, że Norwegia nie sprzeciwia się rozszerzeniu duńskich interesów na całą Grenlandię . W 1921 roku Dania wydała oświadczenie, w którym rozszerzyła swój monopol handlowy na całą wyspę . Decyzję tę rząd norweski uznał za naruszającą prawa Norwegii oraz norweskich wielorybników żyjących we wschodniej Grenlandii. W lipcu 1924 roku oba kraje podpisały traktat o Grenlandii Wschodniej stanowiący, że obydwa kraje mają równe prawa do polowania, rybołówstwa, działalności naukowej i tworzenia stacji meteorologicznych w niezamieszkanych częściach Grenlandii Wschodniej.
Zarówno Norwegia jak i Dania podjęły działania na rzecz nabycia praw do wschodniego wybrzeża Grenlandii poprzez organizowanie wypraw badawczych oraz zakładanie stacji meteorologicznych . 
Norwegia uważała Grenlandię za zamorskie terytorium norweskie i nie uznawała zwierzchnictwa Danii nad niezamieszkanym lądem wyspy. 27 czerwca 1931 roku Hallvard Devold (1898–1957), norweski traper, szef jednej z wypraw do Myggbukty, podjął się prywatnej okupacji dużej części niezamieszkanej wschodniej Grenlandii. Rząd norweski zdecydował się na aneksję tego obszaru 10 lipca 1931 roku . Dania wniosła sprawę do Stałego Trybunału Sprawiedliwości Międzynarodowej w Hadze, który wydał wyrok na rzecz Danii w 1933 roku. Norwegia przyjęła werdykt sądu i zakończyła okupację 5 kwietnia 1933 roku .

### II wojna światowa
Zgodnie z doktryną Monroe Stany Zjednoczone nie mogły pozwolić żadnemu innemu państwu na obecność militarną w regionie arktycznym. Okupacja Danii przez hitlerowskie Niemcy niosła ze sobą zagrożenie okupacji Grenlandii. Niemcy podjęły kilka prób założenia stacji meteorologicznych na południu wyspy, czemu zapobiegły interwencje United States Coast Guard.
6 kwietnia 1941 roku podpisały porozumienie z duńskim ambasadorem w Waszyngtonie Henrikiem Kauffmannem (1888–1963), na mocy którego zobowiązały się do zagwarantowania bezpieczeństwa wyspy w zamian za prawo do budowy, utrzymania i używania niezbędnych obiektów. 
Strategiczna lokalizacja wyspy umożliwiała lądowanie samolotów wyprodukowanych w Ameryce w drodze do baz w Wielkiej Brytanii. Grenlandia była jedynym wówczas znanym miejscem komercyjnego wydobycia kriolitu ułatwiającym produkcję aluminium. Z uwagi na położenie geograficzne, Grenlandia jest strategicznym miejscem dla pomiarów meteorologicznych i prognozy pogody dla marynarki i lotnictwa. 
W październiku 1941 roku powstała pierwsza amerykańska stacja „Blue West-8” w Søndre Strømfjord, którą dowodził pionier lotnictwa arktycznego Bernt Balchen (1899–1973). Jego zadaniem było zbudowanie najbardziej wysuniętej na północ bazy lotniczej na świecie . Baza „Blue West-8” została ukończona w 1943 roku .
Po zakończeniu wojny, Dania liczyła na to, że Stany Zjednoczone wycofają się z wyspy. Natomiast rząd USA ponownie zaproponował Danii jej kupno, oferując sto milionów dolarów (3,1 miliarda USD w 2015 roku), ale tak jak w 1867 roku i tym razem oferty nie przyjęto.

### Zimna Wojna

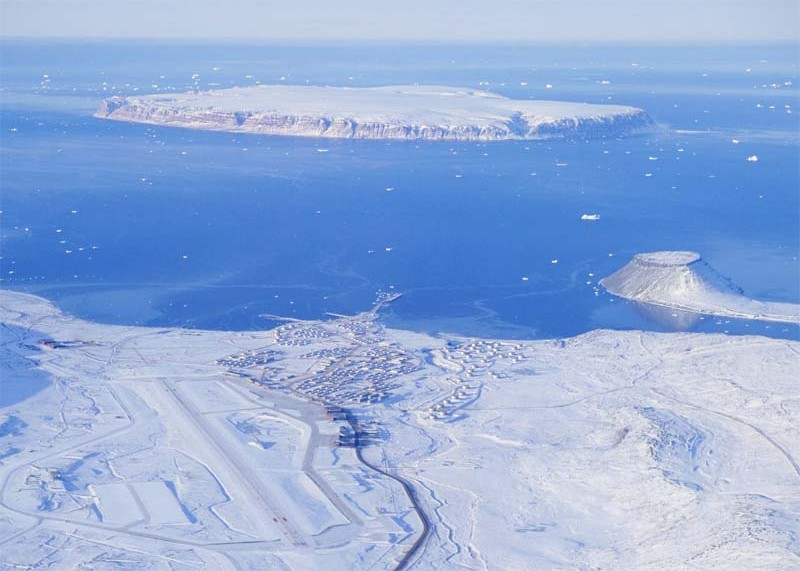
Baza w Thule, 2005

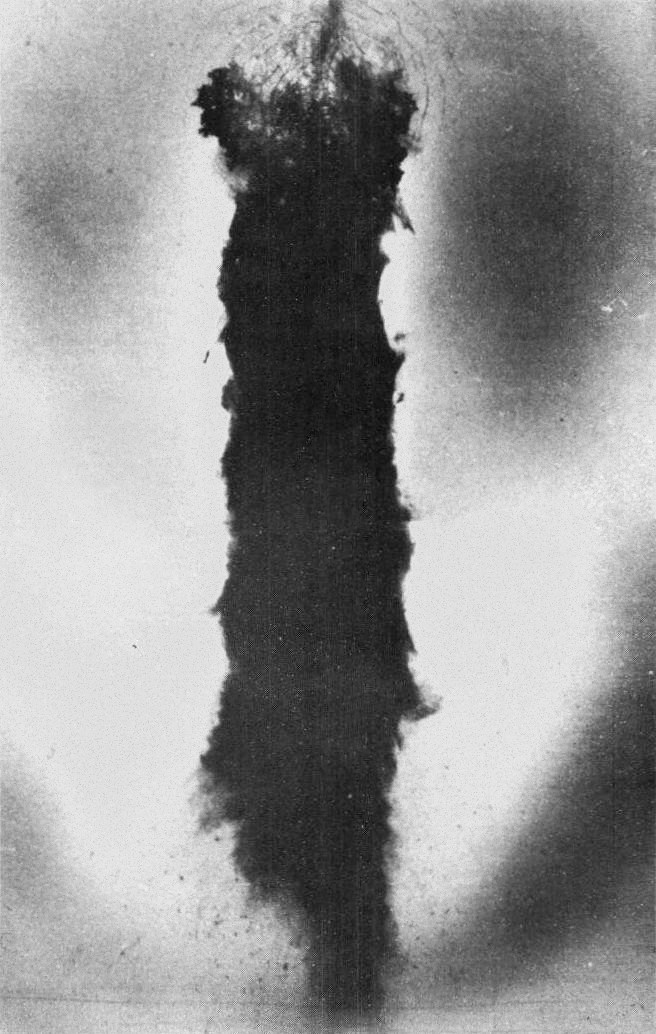
Miejsce katastrofy lotniczej B-52 w 1968 roku

Rozmowy bilateralne między Danią i Stanami Zjednoczonymi nie przynosiły żadnych rozwiązań – Dania nalegała na wycofanie się Amerykanów z wyspy, a Stany Zjednoczone na utrzymanie baz lotniczych z uwagi na ich strategiczne znaczenie dla bezpieczeństwa Ameryki Północnej. Wraz z utworzeniem NATO w 1949 roku, w którym członkostwo miało strategiczne znaczenie dla Danii, kwestia Grenlandii została rozwiązana i w 1951 roku strony podpisały porozumienie o bazach amerykańskich na wyspie. 
Znaczenie Grenlandii wzrosło – wyspa stała się ważnym elementem z perspektywy NATO w strategii nuklearnej.

#### Baza w Thule
W latach 1951–1952 Stany Zjednoczone wybudowały stałą bazę lotniczą w Thule (obecnie Qaanaaq). Jest to najdalej wysunięta na północ amerykańska instalacja armii USA.
Początkowo baza miała obsługiwać samoloty bombowe dalekiego zasięgu – B-36, a z czasem zaczęła również obsługiwać samoloty rozpoznawcze, powietrzne tankowce oraz broń jądrową. 
W 1953 roku baza została rozbudowana, a mieszkające tam rodziny inuickie (116 osób) zmuszone do przesiedlenia się 150 km dalej na północ. Przesiedlenie zostało przedstawione jako dobrowolne, w celu znalezienia lepszych terenów do połowu fok. Ani Stanom Zjednoczonym, ani Danii nie zależało na bliskich kontaktach Amerykanów z Inuitami – Amerykanie chcieli zachować swoją działalność w sekrecie, a Duńczycy chcieli przede wszystkim powstrzymać amerykańskie wpływy na wyspie i obawiali się o skutki zderzenia tradycyjnej kultury inuickiej z kulturą amerykańską.
Baza została wyposażona w system obrony przeciwrakietowej (ang. Ballistic Missile Early Warning System, BMEWS). Pod koniec lat 50. nad Grenlandią odbywały się również regularne loty Sił Powietrznych Stanów Zjednoczonych, a następnie od roku 1960 do 1968 w ramach operacji Chrome Dome.
21 stycznia 1968 roku w pobliżu bazy doszło do katastrofy lotniczej – latająca forteca B-52 z ładunkiem bomb wodorowych rozbiła się, a radioaktywne substancje zawierające pluton, ameryk i tryt wydostały się na pokrywę lodową i do morza.

## Autonomia wyspy
W 1951 roku zniesiono monopol państwowy na handel na Grenlandii, a w 1953 roku wyspa stała się integralną częścią Danii  z reprezentacją w duńskim parlamencie – Folketingu. Przeprowadzono również szereg reform dla usprawnienia lokalnej gospodarki, sieci transportowej i systemu edukacji . Populacja wyspy została skupiona w miastach – doszło do przymusowej urbanizacji, po tym jak Dania wycofała wsparcie dla terenów wiejskich. 
Wielu mieszkańców wyspy zaczęło identyfikować się jako Kalaallit – Grenlandczycy, a nie jako Duńczycy – i zaczęło działać na rzecz uzyskania autonomii, a nawet niepodległości. W 1973 roku Grenlandia wraz z Danią weszła do struktur Europejskiej Wspólnoty Gospodarczej (późniejszej Unii Europejskiej), choć w referendum w 1972 roku ok. 70% mieszkańców wyspy było temu przeciwnym .
W 1975 roku ustanowiono komisję ds. przyznania Grenlandii prawa do samorządności (ang. Home Rule). Ustawa o zarządzie (samorządzie) krajowym (ang. Home Rule Act) weszła w życie 1 maja 1979 roku , po tym jak w referendum w styczniu 1979 roku za prawem do samorządności opowiedziało się 63% Grenlandczyków. Grenlandia zaczęła prowadzić własną politykę edukacji, ochrony zdrowia, pracy i przemysłu. Kwestie polityki zagranicznej i obronnej pozostały w gestii Danii. Nowe prawo przewidywało także możliwość wyjścia z EWG . 
W referendum przeprowadzonym w 1982 roku 53% Grenlandczyków opowiedziało się za opuszczeniem wspólnoty, a decydujące były przede wszystkim kwestie rybołówstwa  i zakaz importu skór foczych. Dania zwróciła się do Komisji Europejskiej o zmiany w Traktacie, by umożliwić Grenlandii wyjście z EWG i przyznanie specjalnego statusu w ramach krajów i terytoriów zamorskich państw członkowskich Unii Europejskiej (ang. Oversees Countries and Territories, OCTs) . 1 lutego 1985 roku podpisano porozumienie (tzw. „Traktat Grenlandzki”) – Grenlandia opuściła EWG i uzyskała status zamorskiego terytorium stowarzyszonego , zachowując preferencyjny dostęp do rynku EWG . Wyjście z EWG wiązało się z utratą pomocy unijnej, co zostało zrekompensowane poprzez wpływy z tytułu umowy z EWG przyznającymi jej członkom prawa do połowu w wodach wyspy (ang. Fisheries Partnership Agreement) . W 2000 roku Grenlandia przystąpiła do Stowarzyszenia Krajów i Terytoriów Zamorskich Krajów Unii Europejskiej (ang. Association of the Overseas Countries and Territories of the European Union, OCTA).
Na przestrzeni lat ruch zmierzający do całkowitego usamodzielnienia się wyspy stawał się coraz silniejszy. Ważnym czynnikiem był brak własnej polityki zagranicznej, w szczególności w kwestii baz wojskowych na wyspie oraz nieuznanie prawa ludności tubylczej do ziemi. Na początku XXI w. partie Siumut i Wspólnota Ludzka obrały wspólny cel uzyskania kontroli nad zasobami wyspy, nowelizację umowy ze Stanami Zjednoczonymi z 1951 roku i uznanie prawa ludności tubylczej do ziemi.
Nowelizacja umowy ze Stanami Zjednoczonymi z 1951 roku miała miejsce w 2004 roku i wprowadziła m.in. zapisy o potrzebie odpowiedniej ochrony środowiska naturalnego i terenów łowieckich oraz konsultacji z samorządem Grenlandii wszelkich znaczących zmian w prowadzonych amerykańskich operacjach wojskowych czy w działalności baz . Nowelizacja dawała również możliwość samorządowi Grenlandii nominacji swojego przedstawiciela, z którym dowódca bazy w Thule miał konsultować wszelkie kwestie lokalne, które dotyczą spraw samorządu Grenlandii . 
W 2006 roku Grenlandia, Dania i Unia Europejska podpisały umowę partnerską (ang. Partnership Agreement), na podstawie której Grenlandia może otrzymywać wsparcie z Unii, w zamian za uczestnictwo we wspólnych politykach badań naukowych i klimatycznych . Relacje gospodarcze między Grenlandią a Unią Europejską są bardzo bliskie – w 2010 roku 93% całego eksportu wyspy szło do krajów UE, a 70% importu Grenlandii stanowiły dobra i usługi z UE . Wszyscy mieszkańcy Grenlandii mają status obywateli Unii Europejskiej . Pojawiały się też głosy o wstąpieniu do UE . 
Po ewaluacji porozumienia ustanawiającego prawo do samorządności, w maju 2008 roku powstała Ustawa o samorządzie Grenlandii (ang. Self-Government Act), która weszła w życie 21 czerwca 2009 roku, po tym jak w referendum poparło ją 75% Grenlandczyków. Ustawa ta uchyliła obowiązującą wcześniej Ustawę o samorządzie krajowym z wyjątkiem przepisów dotyczących ustroju wyspy, dotacji duńskich oraz gospodarowania zasobami mineralnymi. Według Sagana (2014) prawo to należy traktować jako prowizorium ustrojowe w okresie dążenia Grenlandii do uzyskania pełnej niepodległości. W ustawie uznano równość parlamentów Danii i Grenlandii, a także odrębność języka grenlandzkiego i władz grenlandzkich (parlamentu i rządu). Ustawa reguluje również tryb uzyskania pełnej suwerenności.
W sierpniu roku 2019 nagłośnione zostały zabiegi prezydenta USA, Donalda Trumpa, w kierunku „odkupienia” Grenlandii od Danii. Trump oświadczył, że byłby to biznes w dobrze mu znanej branży nieruchomości i nawet zamieścił na jednym z portali społecznościowych fotomontaż jednej ze swoich Trump Towers umieszczonej na zabudowanym parterowymi grenlandzkimi domkami wybrzeżu, żartobliwie zapewniając, że nic podobnego nie zamierza tam stawiać. Po zdecydowanej reakcji premier duńskiego rządu, Mette Frederiksen, że Grenlandia nie jest na sprzedaż, i że Grenlandia nie jest duńska, lecz należy do Grenlandii, Trump przełożył zaplanowaną na 2 września wizytę w Danii. Odwołanie oficjalnej wizyty państwowej mniej niż dwa tygodnie przed jej terminem łączyło się z poważnym kryzysem dyplomatycznym, zwłaszcza że zapraszającym nie był duński rząd, ale królowa Danii, Małgorzata II.
W kwietniu 2020 roku Departament Stanu Stanów Zjednoczonych zapowiedział wsparcie dla Grenlandii w wysokości 12 milionów USD dla rozwoju sektora energetycznego, edukacji i turystyki. W celu zacieśnienia współpracy gospodarczej 10 czerwca 2020 roku, Stany Zjednoczone ponownie otworzyły konsulat w Nuuk.